# Sarsaparilla

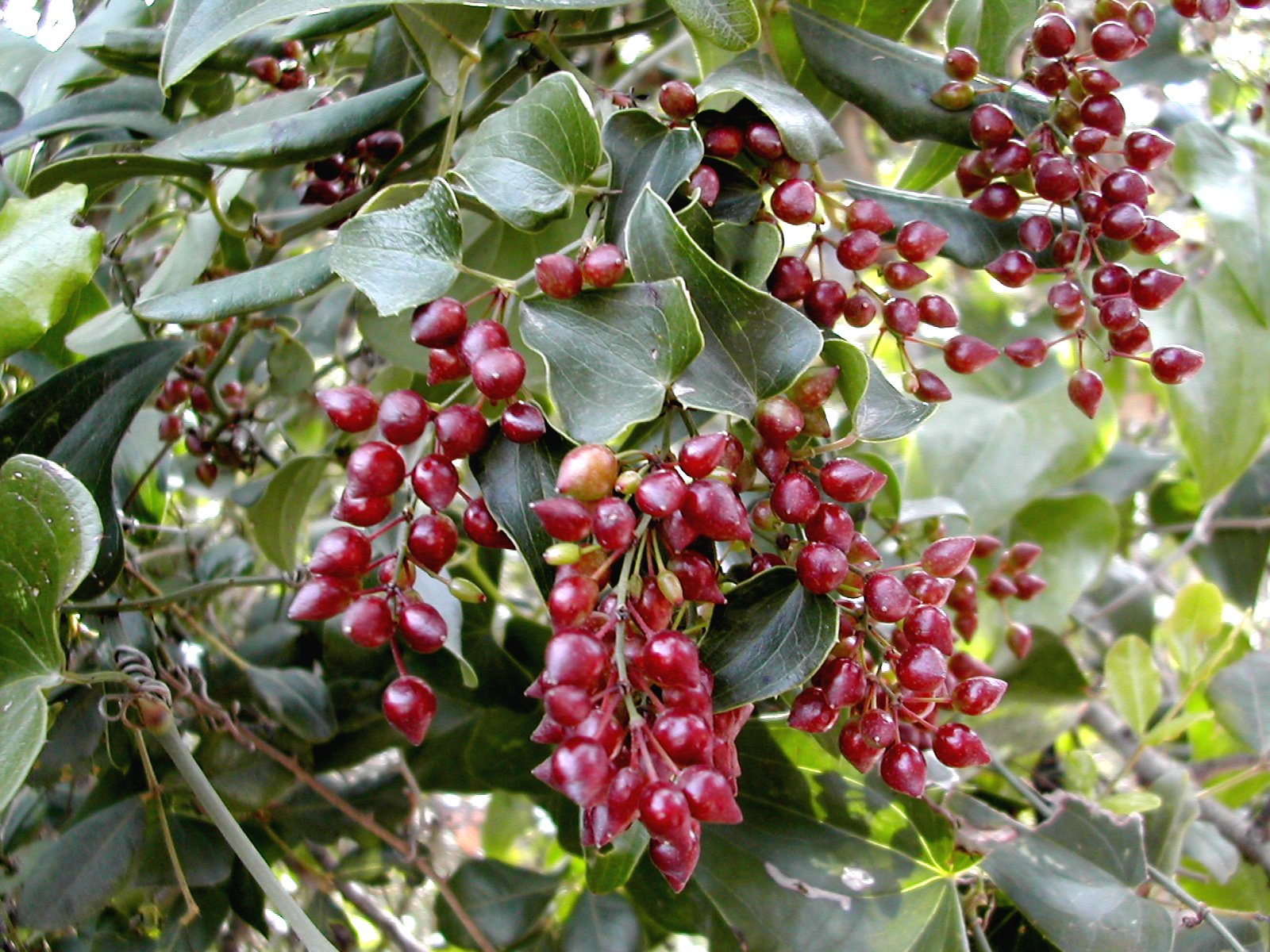
Smilax aspera

Sarsaparilla (Radix sarsaparillae) – lek ziołowy uzyskiwany z korzeni różnych gatunków kolcorośli (Smilax spp.) rosnących w Ameryce Środkowej i Południowej, np. z Smilax regelii oraz S. aristolochiifolia. Lek ten stosowany był w leczeniu kiły. Substancjami czynnymi w tym leku są saponiny steroidowe (np. smilasaponina i trująca sarsasapogenina).